# Dysdera lancerotensis
Dysdera lancerotensis este o specie de păianjeni din genul Dysdera, familia Dysderidae, descrisă de Simon, 1907.
Este endemică în Insulele Canare. Conform Catalogue of Life specia Dysdera lancerotensis nu are subspecii cunoscute.